# Saint-Gauzens
Saint-Gauzens é uma comuna francesa na região administrativa da Occitânia, no departamento de Tarn. Estende-se por uma área de 18.42 km², e possui 872 habitantes, segundo o censo de 2018, com uma densidade de 47 hab/km².